# Cmentarz prawosławny w Andrzejowie
Cmentarz prawosławny w Andrzejowie – prawosławna nekropolia w Andrzejowie, należąca do parafii Narodzenia Przenajświętszej Bogurodzicy we Włodawie.
Cmentarz został założony na początku XX w. Zajmuje powierzchnię 0,87 ha. Znajduje się na obrzeżach wsi, ok. 400 m na północ od drogi do Urszulina.
Główna część nekropolii położona jest na wczesnośredniowiecznym grodzisku, otoczonym głęboką fosą. W tej części zachowało się kilkanaście nagrobków (najstarszy z 1930) – kamiennych, żeliwnych, murowano-żeliwnych, a także drewniane krzyże (w większości pouszkadzane). Fragmenty nagrobków znajdują się też w fosie. W części poza grodziskiem zachowały się dwa groby ziemne z drewnianymi krzyżami.
W obrębie cmentarza znajduje się drewniana, zdewastowana kaplica Przemienienia Pańskiego. Teren nekropolii nie jest ogrodzony.